# Cebus albifrons albifrons
Cebus albifrons albifrons (Humboldt, 1812) è una delle cinque sottospecie di cebo dalla fronte bianca (Cebus albifrons) riconosciute dalla maggior parte degli zoologi.
La sottospecie è diffusa nel dipartimento di Vichada, in Colombia orientale: in particolare, il primo esemplare descritto da Humboldt fu da lui trovato nel villaggio di Maipures, tuttavia tale esemplare venne descritto come "color cinerino, con la punta della coda chiazzata di nero", caratteristiche queste che cozzano con la colorazione solita dell'animale, che nella zona assume colore bruno chiaro con tonalità rossicce o giallastre.
Un'altra probabile popolazione di animali ascrivibili a questa sottospecie, dai colori assai chiari, vive nella zona compresa fra i dipartimenti di Arauca, Boyacá e Norte de Santander, mentre si ritiene che la sottospecie Cebus albifrons unicolor (Spix, 1823) sia in realtà sinonimo di C. a. albifrons.